# 韓亞龍

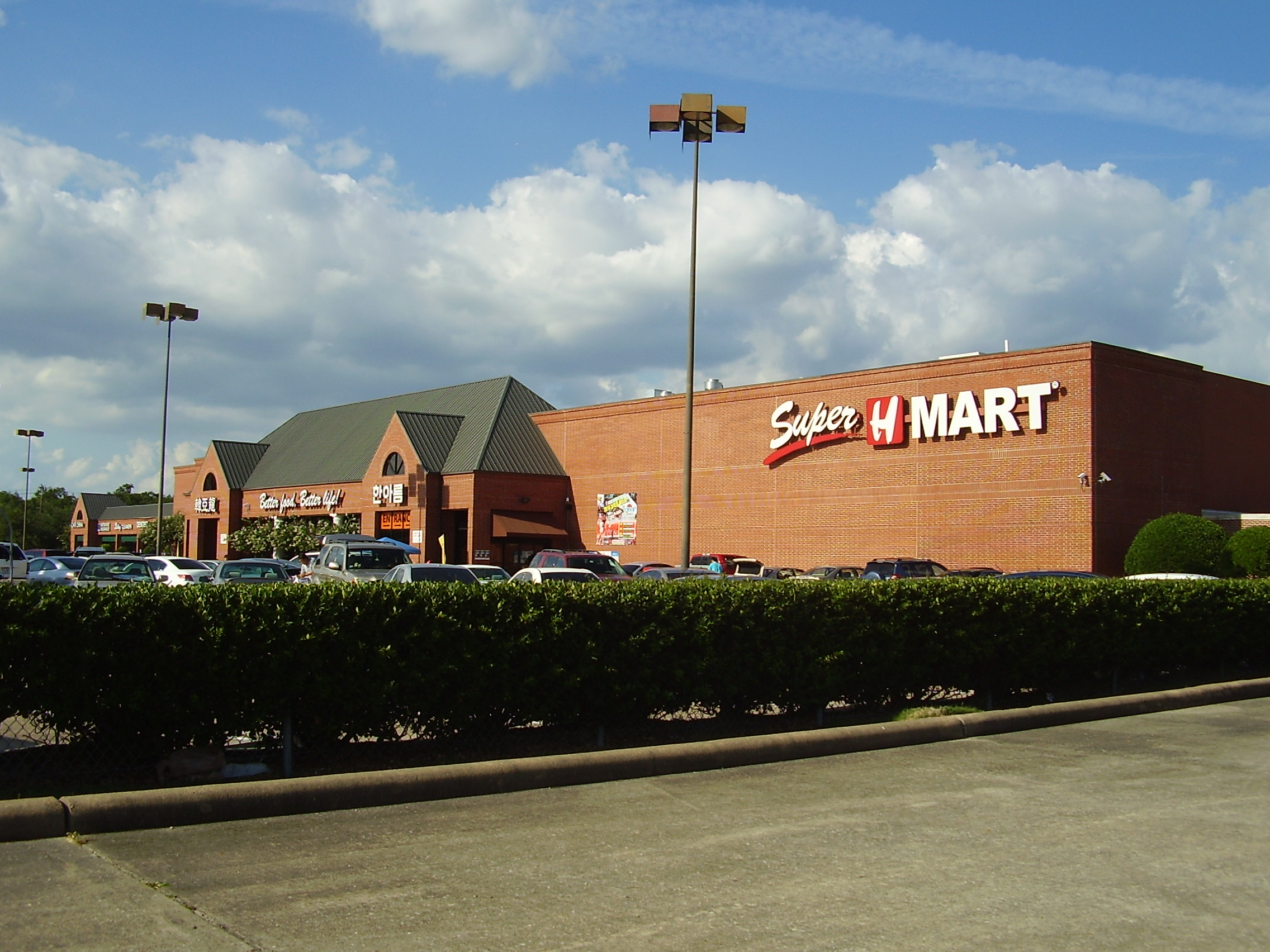
位于德克萨斯州休斯敦斯普林布兰奇 (休斯敦)的Super韓亞龍超市

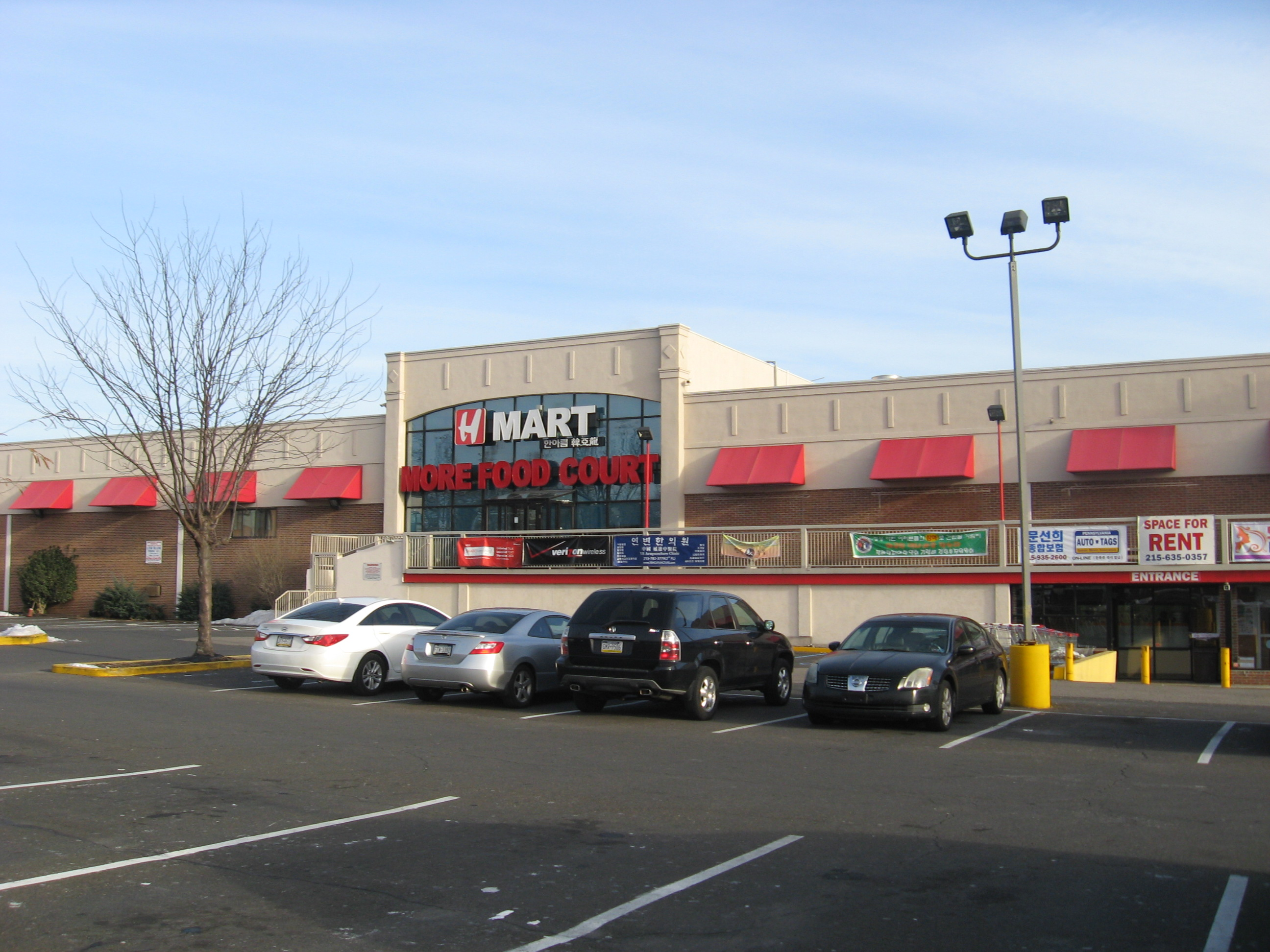
位于宾夕法尼亚州蒙哥馬利縣切尔滕纳姆乡 (宾夕法尼亚州)的韓亞龍超市

H Mart（H 마트），又称韓亞龍（한아름），是由韩亚龙集团经营的美国连锁超级市场，总部设于美国新泽西州博根縣林德赫斯特乡。超市遍布美国、加拿大和英國，专售亚洲食品，迎合亚裔美国人的购物者。集团经营Super韓亞龍超市。“韓亞龍”（韓語：한아름）在韩语的意思是“一手满载商品”。H Mart打造店内整洁、现代并易于寻找商品一定程度打破美国人心中对亚洲杂货铺肮脏破败的刻板印象。

### 韓亞龍官方网站
美國
- 韩语／英语
- 韓亞龍购物网站

加拿大
- 多伦多/安大略（英文）
- 溫哥華

英国
英国 （页面存档备份，存于）（英文）